# Kenny (krater)
För andra betydelser, se Kenny (olika betydelser).
Kenny är en nedslagskrater på planeten Venus. Kenny har fått sitt namn efter sjuksköterskan Elizabeth Kenny.
Kratern har en diameter på ungefär 52 kilometer.